# الدوري المكسيكي الممتاز 1993-94
الدوري المكسيكي الممتاز 1993-94 (بالإسبانية: Primera División de México 1993-94)‏ هو موسم من الدوري المكسيكي الممتاز. كان عدد الأندية المشاركة فيه 20، وفاز فيه نادي تيكوس.